# Парламентские выборы на Барбадосе (1951)
Парламентские выборы на Барбадосе проходили 13 декабря 1951 года для избрания 24 депутатов Палаты собрания в парламенте Барбадоса и впервые проводились по принципу всеобщего избирательного права. В результате победу одержала Барбадосская лейбористская партия, которая получила 15 из 24 мест парламента. Явка избирателей составила 64,6 %. Эдна Эрминтруде Бурне стала первой избранной женщиной-депутатом. В 2018 году в её память был названа комитетский зал в здании парламента Барбадоса Комната Зал Эрминтруде Эрми Бурне.
В то время Барбадос ещё не имел формального правительства, которое было основано только 1 февраля 1954 года, после чего Грэнтли Герберт Адамс стал первым премьером.

## Результаты
|                                                                                |                                              |        |        |       |     |
| Партия                                                                         | Партия                                       | Голоса | %      | Места | +/- |
|                                                                                | Барбадосская лейбористская партия            | 53 321 | 54 47  | 15    | +3  |
|                                                                                | Ассоциация выборщиков Барбадоса              | 29 131 | 29,76  | 4     | -5  |
|                                                                                | Партия Вест-Индского национального конгресса | 5 224  | 5,34   | 2     | -1  |
|                                                                                | Независимые                                  | 10 212 | 10,43  | 3     | +3  |
| Недействительных/пустых бюллетеней                                             | Недействительных/пустых бюллетеней           | 891    | 1,44   | -     | -   |
| Всего голосов                                                                  | Всего голосов                                | 97 888 | 100    | 24    | 0   |
| Всего избирателей                                                              | Всего избирателей                            | 62 024 | 100,00 | -     | -   |
| Зарегистрированных избирателей / Явка                                          | Зарегистрированных избирателей / Явка        | 95 939 | 64,65  | -     | -   |
| Источник: Caribbean Elections Архивная копия от 18 мая 2021 на Wayback Machine |                                              |        |        |       |     |